# Aristida brittonorum
Aristida brittonorum är en gräsart som beskrevs av Albert Spear Hitchcock. Aristida brittonorum ingår i släktet Aristida och familjen gräs. Inga underarter finns listade i Catalogue of Life.